# Charitopes hesperus
Charitopes hesperus là một loài tò vò trong họ Ichneumonidae.